# Шарипов, Ширин Хомитович
Ширин Хомитович Шарипов (узб. Shirin Xomitovich Sharipov; род. 18 декабря 1989 года) ― узбекский дзюдоист-паралимпиец, выступавший в весовой категории до 100 кг и свыше 100 кг. Бронзовый призёр Летних Паралимпийских игр 2016 года, участник Летних Паралимпийских игр 2020, победитель и призёр Параазиастких игр и Чемпионатов Азии, победитель Игр исламской солидарности, призёр Чемпионатов мира, победитель Всемирных игр.

## Карьера
В 2014 году на Летних Параазиатских играх в Инчхоне (Республика Корея) в весовой категории до 100 кг выиграл бронзовую медаль игр. На Чемпионате мира по дзюдо среди слепых и слабовидящих в Колорадо (США) выиграл серебряную медаль в своей весовой категории. В 2015 году на Всемирных играх среди слепых и слабовидящих в Сеуле (Республика Корея) в соревновании по дзюдо в весовой категории до 100 кг выиграл золотую медаль.
В 2016 году на Летних Паралимпийских играх в Рио-де-Жанейро (Бразилия) в весовой категории до 100 кг выиграл бронзовую медаль, победив в поединке за медаль азербайджанского дзюдоиста Кянана Абдуллаханлы. В этом же году президент Узбекистана Шавкат Мирзиёев наградил Шарипова медалью «Жасорат».
В 2017 году на Играх исламской солидарности в Баку (Азербайджан) в весовой категории свыше 100 кг среди параспортменов в финале одержал победу над азербайджанским дзюдоистом Кянаном Абдуллаханлы и завоевал золотую медаль игр. На Чемпионате Азии по дзюдо среди слепых и слабовидящих в Ташкенте выиграл серебряную медаль в весовой категории свыше 100 кг, проиграв в финале корейскому дзюдоисту Чой Гван-гын.
В 2018 году на Летних Параазиатских играх в Джакарте (Индонезия) в весовой категории свыше 100 кг в финале выиграл иранского дзюдоиста Мохаммадреза Хейроллахзаде и завоевал золотую медаль игр. В этом же году на Чемпионате мира по дзюдо среди слепых и слабовидящих в Лиссабоне (Португалия) выиграл бронзовую медаль в своей весовой категории. В 2019 году на Чемпионате Азии по дзюдо среди слепых и слабовидящих в Атырау (Казахстан) в весовой категории свыше 100 кг стал чемпионом континента.
В 2021 году на Летних Паралимпийских играх в Токио (Япония) в весовой категории свыше 100 кг в полуфинале проиграл Ревазу Чикоидзе из Грузии. В борьбе за бронзовую медаль проиграл двукратному олимпийскому чемпиону Ильхам Закиеву из Азербайджана.